# Palác Frederiksberg
Palác Frederiksberg (dánsky: Frederiksberg Slot) je barokní palác ve čtvrti Frederiksberg, v dánském hlavním městě Kodani. Je obklopen rozsáhlými zahradami, jejichž původní přísné barokní linie byly ale na začátku 19. století rozrušeny a vznikl anglický park. Palác byl postupně vystavěn v letech 1699 až 1735. Původně sloužil jako letní sídlo královské rodiny. Palác leží v sousedství kodaňské zoologické zahrady.
Původní stavba, pravděpodobně navržená Ernstem Brandenburgerem, byla dokončena v roce 1703 jako malé jednopatrové letní sídlo korunního prince Frederika IV. První větší přístavbu, během níž byl objekt přeměněn na třípodlažní budovu ve tvaru H, dokončil v roce 1709 Johan Conrad Ernst. Tehdy palác získal vzhled ve stylu italského baroka. Roku 1710 byla vytvořena v přízemí paláce kaple. Lauritz de Thurah pak provedl třetí a poslední přístavbu v letech 1733 až 1738. Palác rozšířil o boční křídla obklopující nádvoří. Frederik IV. strávil v paláci mnoho šťastných let. V roce 1716 v něm přijal ruského cara Petra Velikého a v roce 1721, krátce po smrti své první manželky, královny Louisy, se tam oženil se svou milenkou Annou Žofií Reventlowovou. Nějaký čas v paláci strávil i Kristian VII. V paláci pobývala i královna Karolina Matylda Hannoverská se svým milencem, německým lékařem Johannem Friedrichem Struenseem. Kristiánův syn Frederik VI. palác miloval a žil v něm jako korunní princ i jako král. Poté, co v březnu 1852 v paláci zemřela Frederikova vdova, královna Marie, byla budova prázdná a chátrala. V roce 1868 byla převedena do vlastnictví ministerstva války a následující rok se stala důstojnickou akademií (Hærens Officersskole). Od roku 1932 je kaple, z vnějšku paláce nezbadatelná, využívána jako místní farní kostel. Budova prošla dvěma významnými rekonstrukcemi, nejprve v letech 1927 až 1932 a později v letech 1993 až 1998. Vojenská škola sídlí v budově dodnes. Přesto mohou turisté palác navštívit. V interiérech jsou k vidění zejména stropní malby, elegantní mramorová koupelna královny Karoliny Matyldy s tajným přístupovým schodištěm pro milence nebo palačinková kuchyně princezen.